# Megasema descripta
Megasema descripta är en fjärilsart som beskrevs av Bremer 1864. Megasema descripta ingår i släktet Megasema och familjen nattflyn. Inga underarter finns listade i Catalogue of Life.